# Metalimax elegans
Metalimax elegans (лат.) — вид наземных стебельчатоглазых брюхоногих моллюсков рода Metalimax семейства лимацид (Limacidae). Слизень средних размеров длиной до 40 мм в сокращённом состоянии. Окраска серовато-лиловая, с рисунком в виде тёмных пятен. Мантия с тёмными боковыми полосами. Обитает в лесах Большого Кавказа. Укрывается под валежинами, в лиственной подстилке и под камнями.

## Описание
Слизень средних размеров: длина особи в сокращённом состоянии до 40 мм. Тело веретеновидное, его передняя часть более массивная, чем у Metalimax varius. Киль чётко выражен только на заднем конце, к мантии он продолжается в виде светлой полосы. Между килем и мантийной щелью размещается 22—23 ряда морщин. Окраска серовато-лиловая, с рисунком в виде тёмных пятен, которые имеют значительно большие размеры, чем у M. varius. Эти пятна располагаются равномерно, образуя сгущения только вдоль килевой полосы. Мантия с двумя сравнительно широкими боковыми полосами, внутренние края которых иногда окантованы светлыми промежутками. Пятна на средней части мантии разбросаны редко. С возрастом тело слизня (не считая киля) темнеет, в результате чего пятна остаются заметными только на боках. Подошва светлая, почти белая.
Слепая кишка нескольно короче, чем у M. varius.

### Половая система
Гермафродитная железа расположена за серединой тела между петлями кишечника и не видна сверху. Резервуар семяприёмника крупный, сквозь его стенки просвечиваются многочисленные продольные складки. Проток семяприёмника короткий и очень слабо заметный. Пенис относительно длиннее чем у M. varius, внутри он имеет мощные продольные складки.
Половой ретрактор крепится к пенису приблизительно на его середине, где имеется небольшой перегиб. У M. varius он крепится к заднему концу пениса.

## Распространение и экология
Вид обитает в буковых, дубовых и каштановых лесах Большого Кавказа, укрываясь под валежинами, в лиственной подстилке и под камнями. На южных отрогах слизень распространён в пределах западной Грузии и Абхазии на Рачинском, Эгрисском и Кодорском хребтах. На северных отрогах был отмечен вблизи Алагира в Северной Осетии.
Генрих Зимрот сообщал о находке M. elegans у реки Киша (бассейн Кубани). Этот экземпляр хранится в Зоологическом институте Российской Академии наук (ЗИН РАН), и проверка показала, что это молодой M. varius. Указание того же автора об обитании этого вида вблизи Суреби в верховьях реки Супса в Месхетском хребте ставится под сомнение.

## Таксономия
Впервые вид был описан немецким зоологом Генрихом Зимротом в 1902 году. Типовое местонахождение — «Tkwibuli» — Ткибули (западная Грузия). Голотип хранится в ЗИН РАН.

## Комментарии
1. ↑  Заявленная дата публикации 1901 год, но см. Zoologisches Centralblatt, 9[8] (с. 702): «Die… im Sommer 1902 herausgegebene Monographie» («… монография, изданная летом 1902 года»)[1].